# Giro d’Italia 2022/5. Etappe
Die 5. Etappe des Giro d’Italia 2022 fand am 11. Mai 2022 auf Sizilien statt. Sie führte von Catania über 174 Kilometer und 1200 Höhenmeter nach Messina. Nach der Etappe hatten die Fahrer im Rahmen der 105. Austragung des italienischen Etappenrennens 751,2 Kilometer zurückgelegt, was 21,8 % der Gesamtdistanz entsprach. Die Organisatoren der Rundfahrt bewerteten die Schwierigkeit der Etappe mit zwei von fünf Sternen (bassa difficoltà).

## Streckenführung
Der neutralisierte Start erfolgte in Catania auf dem Piazza Università nahe der Kathedrale von Gallipoli. Anschließend ging es entlang der Via Etnae vorbei am Amphitheater bis auf die Höhe des Piazza Roma. Nun bogen die Fahrer rechts ab und erreichten über die Corso Italia die Küste. Danach wurde Catania in Richtung Nordosten verlassen.
Der offizielle Start erfolgte nach 7,1 Kilometern kurz vor Cannizzaro auf der SS114. Anschließend folgten die Fahrer dem Straßenverlauf und durchfuhren dabei Acireale und Giarre. Nach den ersten rund 40 flachen Kilometern verließ die Strecke bei Chianchitta die Küstennähe und führte bergauf ins Landesinnere. In Francavilla di Sicilia (332 m) wurde nach 55,7 gefahrenen Kilometern der erste Zwischensprint ausgefahren. Zugleich begann der Anstieg auf den Portella Mandrazzi (1125 m), eine Bergwertung der 2. Kategorie – mit einer durchschnittlichen Steigung von rund 4 %. Nach einer längeren Abfahrt erreichten die Fahrer bei Barcellona Pozzo di Gotto die Nordküste Siziliens. Dieser folgten sie und passierten dabei Milazzo, ehe in Villafranca Tirrena bei Kilometer 136,7 der zweite Zwischensprint abgenommen wurde. Der östlichste Punkt Siziliens wurde bei Mortelle erreicht und anschließend ging es in Richtung Westen zum Zielort Messina. Rund 800 Meter vor dem Ziel bog die Strecke scharf nach links auf die Zielgerade ab, die sich auf der Via G. Garibaldi nahe dem Hafen befand.
|                            | Ort                    | Kilometer | Länge (km) | Höhe (m) | Ø Steigung | max. Steigung |
| -------------------------- | ---------------------- | --------- | ---------- | -------- | ---------- | ------------- |
| neutraler Start            | Catania                | −7,1      |            |          |            |               |
| offizieller Start          | Cannizzaro             | 0         |            |          |            |               |
| Zwischensprint             | Francavilla di Sicilia | 55,7      |            |          |            |               |
| Bergwertung (2. Kategorie) | Portella Mandrazzi     | 75,3      | 14,5       | 1125     | 3,9 %      | unbekannt     |
| Zwischensprint             | Villafranca Tirrena    | 136,7     |            |          |            |               |
| Ziel                       | Messina                | 174       |            |          |            |               |

## Rennverlauf und Ergebnis
Wenige Kilometer nach dem Start setzten sich mit Jaakko Hänninen (AG2R Citroën Team), Alessandro Tonelli (Bardiani CSF Faizanè), Mattia Bais, Filippo Tagliani (beide Drone Hopper-Androni Giocattoli) und Mirco Maestri (Eolo-Kometa Cycling Team) fünf Fahrer vom Peloton ab. Das Hauptfeld gewehrte den Ausreißern einen Vorsprung von rund vier Minuten, ehe die Teams Lotto Soudal, Groupama-FDJ und Quick-Step Alpha Vinyl die Nachführarbeit übernahmen.
Nach 55,7 Kilometern gewann Filippo Tagliani vor Jaakko Hänninen und Mattia Bais den ersten Zwischensprint. Im Hauptfeld setzte sich Biniam Girmay (Intermarché-Wanty-Gobert Matériaux) kurzzeitig vom Hauptfeld ab, passierte den Zwischensprint als sechster und sicherte sich somit drei Punkte im Kampf um das violette Trikot.
106 km vor dem Ziel ließ sich Caleb Ewan (Lotto Soudal) im Anstieg auf den Portella Mandrazzi (1125 m) zu seinem Teamwagen zurückfallen. Dies führte zu einer Tempoverschärfung durch das Team Alpecin-Fenix mit dem Ziel den australischen Sprinter abzuhängen. Während die Lücke zu Caleb Ewan immer größer wurde, konnte auch Mark Cavendish (Quick-Step Alpha Vinyl Team) dem Tempo nicht mehr folgen und fiel gemeinsam mit fünf Teamkollegen zurück, die ihm helfen sollten nach dem Anstieg wieder ins Hauptfeld aufzuschließen. Kurz vor dem höchsten Punkt verlor auch Arnaud Démare (Groupama-FDJ) den Anschluss zum Hauptfeld. Die Bergwertung der 2. Kategorie gewann Mirco Maestri vor Mattia Bais und Jaako Hänninen. Im Hauptfeld überquerte der Führende in der Bergwertung, Lennard Kämna (Bora-hansgrohe), die Kuppe als erstes und sicherte sich den letzten Punkt im Kampf um das blaue Trikot. Der Rückstand der Hauptgruppe auf die Fluchtgruppe war unterdessen auf rund eine Minute geschmolzen. Dahinter folgten Mark Cavendish und Caleb Ewan mit zweieinhalb bzw. viereinhalb Minuten Rückstand.
In der Abfahrt bestimmte die Mannschaft Intermarché-Wanty-Gobert Matériaux das Tempo und holte 66 Kilometer vor dem Ziel die Ausreißergruppe ein. Während Arnaud Démare wieder zum Hauptfeld aufschloss, konnten weder Mark Cavendish, noch Caleb Ewan ihren Rückstand entscheidend verringern. Nachdem sich das Team Intermarché-Wanty-Gobert Matériaux von der Führungsarbeit zurückgezogen hatte, hielten die Teams Groupama-FDJ, Israel-Premier Tech und UAE Team Emirates das Tempo für ihre Sprinter hoch. Rund 50 Kilometer vor dem Ziel gaben Mark Cavendish und seine Teamkollegen den Versuch auf, wieder zum Hauptfeld aufzuschließen. Wenig später wurden sie von der Gruppe um Caleb Ewan eingeholt und die beiden erreichten das Ziel mit einem Rückstand von mehreren Minuten.
Den zweiten Zwischensprint gewann Ben Swift (Ineos Grenadiers) vor João Almeida (UAE Team Emirates) und sorgte dafür, dass der Portugiese nur zwei statt drei Sekunden auf seinen Kapitän Richard Carapaz (Ineos Grenadiers) gutmachte. Auch Lennard Kämna versuchte sich im Sprint Zeitbonifikationen zu sichern, musste sich jedoch Diego Ulissi (UAE Team Emirates) geschlagen geben, der Platz drei belegte.
Im finalen Zielsprint setzte sich Arnaud Démare vor Fernando Gaviria (UAE Team Emirates) und Giacomo Nizzolo (Israel-Premier Tech) durch. Für den Franzosen war es bereits der sechste Etappensieg beim Giro d’Italia. Mit dem Etappensieg übernahm Arnaud Démare die Führung in der Punktewertung. In der Gesamtwertung verteidigte Juan Pedro Lopez das Rosa Trikot. In allen weiteren Wertungen gab es keine Veränderungen.
| \| Etappenergebnis \| Etappenergebnis \| Etappenergebnis \| Etappenergebnis \| Etappenergebnis \| \| Fahrer \| Fahrer \| Land \| Team \| Zeit \| \| --------------- \| ------------------ \| --------------- \| ---------------------------------- \| --------------- \| \| 1. \| Arnaud Démare \| Frankreich \| Groupama-FDJ \| 4 h 03 min 56 s \| \| 2. \| Fernando Gaviria \| Kolumbien \| UAE Team Emirates \| + 0 s \| \| 3. \| Giacomo Nizzolo \| Italien \| Israel-Premier Tech \| + 0 s \| \| 4. \| Davide Ballerini \| Italien \| Quick-Step Alpha Vinyl \| + 0 s \| \| 5. \| Biniam Girmay \| Eritrea \| Intermarché-Wanty-Gobert Matériaux \| + 0 s \| \| 6. \| Phil Bauhaus \| Deutschland \| Bahrain Victorious \| + 0 s \| \| 7. \| Alberto Dainese \| Italien \| Team DSM \| + 0 s \| \| 8. \| Natnael Tesfatsion \| Eritrea \| Drone Hopper-Androni Giocattoli \| + 0 s \| \| 9. \| Edward Theuns \| Belgien \| Trek-Segafredo \| + 0 s \| \| 10. \| Simone Consonni \| Italien \| Cofidis \| + 0 s \| |                    |             |                                    |                 |
| |                    |             |                                    |                 |
| Quelle: ProCyclingStats |                    |             |                                    |                 |
| Etappenergebnis |                    |             |                                    |                 |
| Fahrer | Fahrer             | Land        | Team                               | Zeit            |
| 1. | Arnaud Démare      | Frankreich  | Groupama-FDJ                       | 4 h 03 min 56 s |
| 2. | Fernando Gaviria   | Kolumbien   | UAE Team Emirates                  | + 0 s           |
| 3. | Giacomo Nizzolo    | Italien     | Israel-Premier Tech                | + 0 s           |
| 4. | Davide Ballerini   | Italien     | Quick-Step Alpha Vinyl             | + 0 s           |
| 5. | Biniam Girmay      | Eritrea     | Intermarché-Wanty-Gobert Matériaux | + 0 s           |
| 6. | Phil Bauhaus       | Deutschland | Bahrain Victorious                 | + 0 s           |
| 7. | Alberto Dainese    | Italien     | Team DSM                           | + 0 s           |
| 8. | Natnael Tesfatsion | Eritrea     | Drone Hopper-Androni Giocattoli    | + 0 s           |
| 9. | Edward Theuns      | Belgien     | Trek-Segafredo                     | + 0 s           |
| 10. | Simone Consonni    | Italien     | Cofidis                            | + 0 s           |

## Gesamtstände
| \| Gesamtwertung \| Gesamtwertung \| Gesamtwertung \| Gesamtwertung \| Gesamtwertung \| \| Fahrer \| Fahrer \| Land \| Team \| Zeit \| \| ------------- \| ----------------- \| ---------------------- \| ---------------------------------- \| ---------------- \| \| 1. \| Juan Pedro López \| Spanien \| Trek-Segafredo \| 18 h 21 min 03 s \| \| 2. \| Lennard Kämna \| Deutschland \| Bora-Hansgrohe \| + 39 s \| \| 3. \| Rein Taaramäe \| Estland \| Intermarché-Wanty-Gobert Matériaux \| + 58 s \| \| 4. \| Simon Yates \| Vereinigtes Königreich \| BikeExchange-Jayco \| + 1 min 42 s \| \| 5. \| Mauri Vansevenant \| Belgien \| Quick-Step Alpha Vinyl \| + 1 min 47 s \| \| 6. \| Wilco Kelderman \| Niederlande \| Bora-Hansgrohe \| + 1 min 55 s \| \| 7. \| João Almeida \| Portugal \| UAE Team Emirates \| + 1 min 58 s \| \| 8. \| Pello Bilbao \| Spanien \| Bahrain Victorious \| + 2 min 00 s \| \| 9. \| Richie Porte \| Australien \| Ineos Grenadiers \| + 2 min 04 s \| \| 10. \| Romain Bardet \| Frankreich \| Team DSM \| + 2 min 06 s \| |                   |                        |                                    |                  |
| |                   |                        |                                    |                  |
| Quelle: ProCyclingStats |                   |                        |                                    |                  |
| Gesamtwertung |                   |                        |                                    |                  |
| Fahrer | Fahrer            | Land                   | Team                               | Zeit             |
| 1. | Juan Pedro López  | Spanien                | Trek-Segafredo                     | 18 h 21 min 03 s |
| 2. | Lennard Kämna     | Deutschland            | Bora-Hansgrohe                     | + 39 s           |
| 3. | Rein Taaramäe     | Estland                | Intermarché-Wanty-Gobert Matériaux | + 58 s           |
| 4. | Simon Yates       | Vereinigtes Königreich | BikeExchange-Jayco                 | + 1 min 42 s     |
| 5. | Mauri Vansevenant | Belgien                | Quick-Step Alpha Vinyl             | + 1 min 47 s     |
| 6. | Wilco Kelderman   | Niederlande            | Bora-Hansgrohe                     | + 1 min 55 s     |
| 7. | João Almeida      | Portugal               | UAE Team Emirates                  | + 1 min 58 s     |
| 8. | Pello Bilbao      | Spanien                | Bahrain Victorious                 | + 2 min 00 s     |
| 9. | Richie Porte      | Australien             | Ineos Grenadiers                   | + 2 min 04 s     |
| 10. | Romain Bardet     | Frankreich             | Team DSM                           | + 2 min 06 s     |

| Punktewertung | Punktewertung        | Punktewertung          | Punktewertung                      | Punktewertung |
| Fahrer        | Fahrer               | Land                   | Team                               | Punkte        |
| ------------- | -------------------- | ---------------------- | ---------------------------------- | ------------- |
| 1.            | Arnaud Démare        | Frankreich             | Groupama-FDJ                       | 94 P.         |
| 2.            | Biniam Girmay        | Eritrea                | Intermarché-Wanty-Gobert Matériaux | 72 P.         |
| 3.            | Fernando Gaviria     | Kolumbien              | UAE Team Emirates                  | 67 P.         |
| 4.            | Mathieu van der Poel | Niederlande            | Alpecin-Fenix                      | 62 P.         |
| 5.            | Mark Cavendish       | Vereinigtes Königreich | Quick-Step Alpha Vinyl             | 53 P.         |
| 6.            | Giacomo Nizzolo      | Italien                | Israel-Premier Tech                | 39 P.         |
| 7.            | Filippo Tagliani     | Italien                | Drone Hopper-Androni Giocattoli    | 36 P.         |
| 8.            | Pello Bilbao         | Spanien                | Bahrain Victorious                 | 27 P.         |
| 9.            | Lennard Kämna        | Deutschland            | Bora-Hansgrohe                     | 22 P.         |
| 10.           | Magnus Cort Nielsen  | Dänemark               | EF Education-EasyPost              | 21 P.         |

| Bergwertung | Bergwertung       | Bergwertung | Bergwertung                        | Bergwertung |
| Fahrer      | Fahrer            | Land        | Team                               | Punkte      |
| ----------- | ----------------- | ----------- | ---------------------------------- | ----------- |
| 1.          | Lennard Kämna     | Deutschland | Bora-Hansgrohe                     | 41 P.       |
| 2.          | Mirco Maestri     | Italien     | Eolo-Kometa                        | 18 P.       |
| 3.          | Juan Pedro López  | Spanien     | Trek-Segafredo                     | 18 P.       |
| 4.          | Rein Taaramäe     | Estland     | Intermarché-Wanty-Gobert Matériaux | 12 P.       |
| 5.          | Sylvain Moniquet  | Belgien     | Lotto-Soudal                       | 9 P.        |
| 6.          | Mattia Bais       | Italien     | Drone Hopper-Androni Giocattoli    | 8 P.        |
| 7.          | Mauri Vansevenant | Belgien     | Quick-Step Alpha Vinyl             | 6 P.        |
| 8.          | Jaakko Hänninen   | Finnland    | AG2R Citroën Team                  | 6 P.        |
| 9.          | Pascal Eenkhoorn  | Niederlande | Jumbo-Visma                        | 5 P.        |
| 10.         | Rick Zabel        | Deutschland | Israel-Premier Tech                | 5 P.        |

| Nachwuchswertung | Nachwuchswertung  | Nachwuchswertung       | Nachwuchswertung       | Nachwuchswertung |
| Fahrer           | Fahrer            | Land                   | Team                   | Zeit             |
| ---------------- | ----------------- | ---------------------- | ---------------------- | ---------------- |
| 1.               | Juan Pedro López  | Spanien                | Trek-Segafredo         | 18 h 21 min 03 s |
| 2.               | Mauri Vansevenant | Belgien                | Quick-Step Alpha Vinyl | + 1 min 47 s     |
| 3.               | João Almeida      | Portugal               | UAE Team Emirates      | + 1 min 58 s     |
| 4.               | Thymen Arensman   | Niederlande            | Team DSM               | + 2 min 15 s     |
| 5.               | Santiago Buitrago | Kolumbien              | Bahrain Victorious     | + 2 min 18 s     |
| 6.               | Iván Sosa         | Kolumbien              | Movistar Team          | + 3 min 05 s     |
| 7.               | Pavel Sivakov     | Frankreich             | Ineos Grenadiers       | + 3 min 14 s     |
| 8.               | Stefano Oldani    | Italien                | Alpecin-Fenix          | + 3 min 35 s     |
| 9.               | Simon Carr        | Vereinigtes Königreich | EF Education-EasyPost  | + 4 min 08 s     |
| 10.              | Tobias Foss       | Norwegen               | Jumbo-Visma            | + 4 min 14 s     |

| Mannschaftswertung | Mannschaftswertung                 | Mannschaftswertung     | Mannschaftswertung |
| Team               | Team                               | Land                   | Zeit               |
| ------------------ | ---------------------------------- | ---------------------- | ------------------ |
| 1.                 | Bora-Hansgrohe                     | Deutschland            | 55 h 06 min 42 s   |
| 2.                 | Intermarché-Wanty-Gobert Matériaux | Belgien                | + 2 min 17 s       |
| 3.                 | Trek-Segafredo                     | Vereinigte Staaten     | + 2 min 47 s       |
| 4.                 | Bahrain Victorious                 | Bahrain                | + 3 min 03 s       |
| 5.                 | Ineos Grenadiers                   | Vereinigtes Königreich | + 3 min 21 s       |
| 6.                 | BikeExchange-Jayco                 | Australien             | + 3 min 26 s       |
| 7.                 | Movistar Team                      | Spanien                | + 6 min 03 s       |
| 8.                 | Jumbo-Visma                        | Niederlande            | + 6 min 39 s       |
| 9.                 | Team DSM                           | Niederlande            | + 8 min 06 s       |
| 10.                | Astana Qazaqstan Team              | Kasachstan             | + 9 min 43 s       |

## Ausgeschiedene Fahrer
- Filippo Fiorelli (Bardiani CSF Faizanè): während der Etappe wegen Magenprobleme aufgegeben[4]